# 2-ニトロプロパン
2-ニトロプロパン（英: 2-Nitropropane）はニトロアルカンの一種で、無色透明の溶媒である。

## 用途
印刷用インキ、接着剤、ペンキ、ワニスの溶媒や化学中間体として用いられる。アメリカ2社・フランス1社により製造されており、1977年時点のアメリカでの生産量は13,600トンであった。

## 安全性
ニトロアルカン類の中でも比較的毒性が強く、30~300ppmで気道への刺激を伴い、頭痛や吐き気などの症状が生じる。動物実験では肺・腹腔・消化器から吸収され、速やかに代謝されてアセトンと亜硝酸塩、少量のイソプロピルアルコールに分解される。ラットに対する発癌性が確認されており、国際がん研究機関では、ヒトに対する発癌性が疑われるとして2-ニトロプロパンをGroup2Bに分類している。